# 13701 Roquebrune
13701 Roquebrune (1998 OR) là một tiểu hành tinh vành đai chính được phát hiện ngày 20 tháng 7 năm 1998 bởi Khảo sát tiểu hành tinh OCA-DLR ở Caussols.